# Christine Hödl
Christine Hödl (* 1976 in Wien) ist eine österreichische Sängerin und Gewinnerin der Talentshow Die große Chance.

## Leben und Karriere
Christine Hödl ist gelernte Kindergartenpädagogin und übt diesen Beruf auch aus. Einer breiteren Öffentlichkeit bekannt wurde sie 2011 durch ihre Teilnahme an der Talenteshow Die große Chance, bei der sie den ersten Platz belegte. Im Dezember erschien ihr erstes Album Pure, das in der ersten Woche nach Erscheinen mit Gold ausgezeichnet wurde.
Christine Hödl lebt in einer eingetragenen Partnerschaft mit Frau und Tochter.

## Diskografie
Alben
- 2011: Pure

Singles
- 2011: It’s Got to Be Today
- 2011: The Key to Be Free
- 2012: Des geht si ned aus